# Felip d'Orleans (pretendent orleanista)

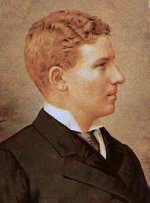
El príncep Felip d'Orleans, duc d'Orleans.

Felip d'Orleans (Stowe House, Anglaterra, 24 d'agost de 1869 - Palerm, 28 de març de 1926) fou un noble francès que prengué el títol de duc d'Orleans, Príncep de sang de França i cap de la Casa d'Orleans des de l'any 1894 i fins a l'any 1926. Conegut com a Felip VIII de França, nom que emprà com a pretendent al tron de França.
Era fill del príncep Lluís Felip d'Orleans i de la infanta Maria Isabel d'Orleans. El príncep era net del príncep Ferran Felip d'Orleans i de la princesa Helena de Mecklenburg-Schwerin per part de pare mentre que per part de mare ho era de la infanta Lluïsa Ferranda d'Espanya i del príncep Antoni d'Orleans.
L'any 1894 heretà les pretensions del seu pare sobre el tron de França i esdevingué cap de la casa dels Orleans. L'any 1896 es casà amb l'arxiduquessa Maria Dorotea d'Àustria filla del príncep palatí Josep Carles d'Àustria i de la princesa Clotilde de Saxònia-Coburg Gotha. La parella no tingué fills.